# Vasek Pospisil
Vasek Pospisil (Vernon, 23 juni 1990) is een Canadese tennisser. Hij heeft nog geen enkel ATP toernooi gewonnen in het enkelspel. Toch stond hij al drie keer in de finale. Daarnaast heeft hij zeven titels in het dubbelspel gewonnen, waaronder Wimbledon in 2014. Hij heeft ook acht keer in de finale gestaan. Zowel in het enkelspel als in het dubbelspel heeft hij al deelgenomen aan enkele Grand Slams. Hij heeft negen challengers in het enkelspel en zeven challengers in het dubbelspel op zijn naam staan.

## Jaarverslagen

### 2010
Hij won vier futures toernooien.

### 2011
Hij won twee futures toernooien voorafgaand aan de twee challengers waar hij de halve finales bereikte. Hij bereikte de tweede ronde van de US Open. Versloeg Lukáš Rosol in de eerste ronde. Hielp Canada in de Davis Cup, door twee overwinningen, één in het enkelspel en één in het dubbelspel (zijn partner: Daniel Nestor). Dit deed hij in september opnieuw, ditmaal door drie matches te winnen. Won zijn eerste match op niveau van het ATP op het ATP-toernooi van Montréal/Toronto (versloeg: Juan Ignacio Chela).

## Palmares
| Legenda                       | Legenda               |
| ----------------------------- | --------------------- |
| Grand Slam                    |                       |
| Olympische Spelen             |                       |
| tot 2009                      | vanaf 2009            |
| Tennis Masters Cup            | ATP Finals            |
| ATP Masters Series            | ATP Tour Masters 1000 |
| ATP International Series Gold | ATP Tour 500          |
| ATP International Series      | ATP Tour 250          |

### Enkelspel
| Nr.                  | Datum            | Toernooi        | Ondergrond    | Tegenstander in finale | Score               | Details |
| -------------------- | ---------------- | --------------- | ------------- | ---------------------- | ------------------- | ------- |
| Verloren finales     |                  |                 |               |                        |                     |         |
| 1.                   | 3 augustus 2014  | ATP Washington  | Hardcourt     | Milos Raonic           | 1-6, 4-6            | Details |
| 2.                   | 9 februari 2020  | ATP Montpellier | Hardcourt (i) | Gaël Monfils           | 5-7, 3-6            | Details |
| 3.                   | 14 november 2020 | ATP Sofia       | Hardcourt (i) | Jannik Sinner          | 4-6, 6-3, 6-7(3)    | Details |
| Gewonnen challengers |                  |                 |               |                        |                     |         |
| 1.                   | 19 maart 2012    | Rimouski        | Hardcourt (I) | Maxime Authom          | 7-66, 6-4           |         |
| 2.                   | 16 juli 2012     | Granby          | Hardcourt     | Igor Sijsling          | 7-62, 6-4           |         |
| 3.                   | 29 april 2013    | Johannesburg    | Hardcourt     | Michal Przysiężny      | 6-7(7), 6-0, 4-1(r) |         |
| 4.                   | 4 augustus 2013  | Vancouver       | Hardcourt     | Daniel Evans           | 6-0, 1-6, 7-5       |         |
| 5.                   | 21 mei 2017      | Busan           | Hardcourt     | Go Soeda               | 6-1, 6-2            |         |
| 6.                   | 28 januari 2018  | Rennes          | Hardcourt (i) | Ričardas Berankis      | 6-1, 6-2            |         |
| 7.                   | 11 februari 2018 | Boedapest       | Hardcourt (i) | Nicola Kuhn            | 7-6(3), 3-6, 6-3    |         |
| 8.                   | 20 oktober 2019  | Las Vegas       | Hardcourt     | James Duckworth        | 7-5, 611-7, 6-3     |         |
| 9.                   | 3 november 2019  | Charlottesville | Hardcourt (I) | Brayden Schnur         | 7-62, 3-6, 6-2      |         |

### Dubbelspel
| Nr.                          | Datum            | Toernooi         | Ondergrond    | Partner           | Tegenstanders in finale              | Score                         | Details |
| ---------------------------- | ---------------- | ---------------- | ------------- | ----------------- | ------------------------------------ | ----------------------------- | ------- |
| Gewonnen finales herendubbel |                  |                  |               |                   |                                      |                               |         |
| 1.                           | 6 juli 2014      | Wimbledon        | Gras          | Jack Sock         | Bob Bryan Mike Bryan                 | 7-6(5), 6-7(3), 6-4, 3-6, 7-5 | Details |
| 2.                           | 27 juli 2014     | ATP Atlanta      | Hardcourt     | Jack Sock         | Steve Johnson Sam Querrey            | 6-3, 5-7, [10-5]              | Details |
| 3.                           | 26 oktober 2014  | ATP Bazel        | Hardcourt (I) | Nenad Zimonjić    | Marin Draganja Henri Kontinen        | 7-6(13), 1-6, [10-5]          | Details |
| 4.                           | 22 maart 2015    | ATP Indian Wells | Hardcourt     | Jack Sock         | Simone Bolelli Fabio Fognini         | 6-4, 6-7(3), [10-7]           | Details |
| 5.                           | 11 oktober 2015  | ATP Peking       | Hardcourt     | Jack Sock         | Daniel Nestor Edouard Roger-Vasselin | 3-6, 6-3, [10-6]              | Details |
| 6.                           | 14 februari 2016 | ATP Rotterdam    | Hardcourt (i) | Nicolas Mahut     | Alexander Peya Philipp Petzschner    | 7-6(2), 6-4                   | Details |
| 7.                           | 23 februari 2020 | ATP Marseille    | Hardcourt (i) | Nicolas Mahut     | Wesley Koolhof Nikola Mektić         | 6-3, 6-4                      | Details |
| Verloren finales herendubbel |                  |                  |               |                   |                                      |                               |         |
| 1.                           | 17 augustus 2014 | ATP Cincinnati   | Hardcourt     | Jack Sock         | Bob Bryan Mike Bryan                 | 3-6, 2-6                      | Details |
| 2.                           | 5 oktober 2014   | ATP Peking       | Hardcourt     | Julien Benneteau  | Jean-Julien Rojer Horia Tecău        | 7-6(6), 5-7, [5-10]           | Details |
| 3.                           | 5 april 2015     | ATP Miami        | Hardcourt     | Jack Sock         | Bob Bryan Mike Bryan                 | 3-6, 6-1, [8-10]              | Details |
| 4.                           | 8 november 2015  | ATP Parijs       | Tapijt (i)    | Jack Sock         | Ivan Dodig Marcelo Melo              | 6-2, 3-6, [5-10]              | Details |
| 5.                           | 20 maart 2016    | ATP Indian Wells | Hardcourt     | Jack Sock         | Pierre-Hugues Herbert Nicolas Mahut  | 3-6, 6-7(5)                   | Details |
| 6.                           | 15 mei 2016      | ATP Rome         | Gravel        | Jack Sock         | Bob Bryan Mike Bryan                 | 6-2, 3-6, [7-10]              | Details |
| 7.                           | 7 januari 2017   | ATP Doha         | Hardcourt     | Radek Štěpánek    | Jeremy Chardy Fabrice Martin         | 4-6, 6-7(3)                   | Details |
| 8.                           | 18 juli 2021     | ATP Newport      | Gras          | Austin Krajicek   | William Blumberg Jack Sock           | 2-6, 6-7(3)                   | Details |
| Gewonnen challengers         |                  |                  |               |                   |                                      |                               |         |
| 1.                           | 3 november 2008  | Rimouski         | Tapijt (I)    | Milos Raonic      | Kristian Pless Michael Ryderstedt    | 5-7, 6-4, [10-6]              |         |
| 2.                           | 23 november 2009 | Puebla           | Hardcourt     | Adil Shamasdin    | Guillermo Olaso Pere Riba            | 7-67, 6-0                     |         |
| 3.                           | 12 april 2010    | León             | Hardcourt     | Santiago González | Kaden Hensel Adam Hubble             | 3-6, 6-3, [10-8]              |         |
| 4.                           | 14 maart 2011    | Rimouski         | Hardcourt (I) | Treat Huey        | David Rice Sean Thornley             | 6-0, 6-1                      |         |
| 5.                           | 11 april 2011    | Tallahassee      | Hardcourt     | Bobby Reynolds    | Go Soeda James Ward                  | 6-2, 6-4                      |         |
| 6.                           | 20 juni 2011     | Guadalajara      | Hardcourt     | Bobby Reynolds    | Pierre-Ludovic Duclos Ivo Klec       | 6-4, 66-7, [10-6]             |         |
| 7.                           | 16 juli 2012     | Granby           | Hardcourt     | Philip Bester     | Yuichi Ito Takuto Niki               | 6-1, 6-2                      |         |

### Landencompetities
| Nr.              | Datum               | Toernooi  | Ondergrond    | Partner(s)                             | Tegenstanders                                                                            | Score               | Ref.    |
| ---------------- | ------------------- | --------- | ------------- | -------------------------------------- | ---------------------------------------------------------------------------------------- | ------------------- | ------- |
| Gewonnen finales |                     |           |               |                                        |                                                                                          |                     |         |
| 1.               | 22-27 november 2022 | Davis Cup | Hardcourt (i) | Félix Auger-Aliassime Denis Shapovalov | Alex de Minaur Matthew Ebden Thanasi Kokkinakis Max Purcell Jordan Thompson              | 2-0 (2 wedstrijden) | Details |
| Verloren finales |                     |           |               |                                        |                                                                                          |                     |         |
| 1.               | 18-24 november 2019 | Davis Cup | Hardcourt (i) | Félix Auger-Aliassime Denis Shapovalov | Roberto Bautista Agut Pablo Carreño Busta Marcel Granollers Feliciano López Rafael Nadal | 0-2 (2 wedstrijden) | Details |

## Resultaten grote toernooien
| Legenda | Legenda                          |
| ------- | -------------------------------- |
| g.t.    | geen toernooi gehouden           |
| l.c.    | lagere categorie                 |
| –       | niet deelgenomen                 |
| G       | uitgeschakeld in de groepsfase   |
| 1R      | uitgeschakeld in de eerste ronde |
| 2R      | uitgeschakeld in de tweede ronde |
| 3R      | uitgeschakeld in de derde ronde  |
| 4R      | uitgeschakeld in de vierde ronde |
| KF      | uitgeschakeld in de kwartfinale  |
| HF      | uitgeschakeld in de halve finale |
| F       | de finale verloren               |
| W       | het toernooi gewonnen            |
| w-v     | winst/verlies-balans             |

### Enkelspel
| grandslamtoernooien  |      |     |      |      |      |     |      |      |      |      |    |
| Australian Open      | –    | –   | –    | 3R   | 3R   | 1R  | –    | 1R   | –    | 1R   | 1R |
| Roland Garros        | –    | 1R  | 1R   | 1R   | 1R   | 1R  | –    | 1R   | –    | 1R   | –  |
| Wimbledon            | –    | 1R  | 2R   | 1R   | KF   | 1R  | –    | 1R   | 1R   | g.t. | 2R |
| US Open              | 2R   | –   | 1R   | 1R   | 1R   | 2R  | 1R   | 2R   | 2R   | 4R   |    |
| ATP Masters 1000     |      |     |      |      |      |     |      |      |      |      |    |
| Indian Wells         | –    | 1R  | 1R   | 2R   | 2R   | 2R  | 3R   | 1R   | –    | g.t. |    |
| Miami                | –    | –   | –    | 2R   | 2R   | 2R  | –    | 3R   | –    | g.t. | 1R |
| Monte Carlo          | –    | –   | –    | 1R   | –    | –   | –    | –    | –    | g.t. | –  |
| Madrid               | –    | –   | –    | –    | –    | 1R  | –    | –    | –    | g.t. | –  |
| Rome                 | –    | –   | –    | 1R   | –    | 1R  | –    | –    | –    | –    | –  |
| Montreal/Toronto     | 2R   | 2R  | HF   | 1R   | 2R   | 2R  | 1R   | 1R   | 1R   | g.t. | 1R |
| Cincinnati           | –    | –   | 2R   | 2R   | 2R   | 1R  | –    | –    | –    | –    |    |
| Shanghai             | –    | –   | 2R   | 2R   | 2R   | 3R  | –    | 1R   | 3R   | g.t. |    |
| Parijs               | –    | –   | 1R   | 1R   | –    | –   | 1R   | –    | –    | –    |    |
| olympisch            |      |     |      |      |      |     |      |      |      |      |    |
| Olympische Spelen    | g.t. | 1R  | g.t. | g.t. | g.t. | 1R  | g.t. | g.t. | g.t. | g.t. |    |
| statistieken         |      |     |      |      |      |     |      |      |      |      |    |
| totaal aantal titels | 0    | 0   | 0    | 0    | 0    | 0   | 0    | 0    | 0    | 0    | 0  |
| eindejaarsranking    | 119  | 127 | 32   | 57   | 39   | 132 | 109  | 70   | 149  | 61   |    |

### Dubbelspel
| grandslamtoernooien  |      |      |     |      |      |      |    |      |      |      |      |    |
| Australian Open      | –    | –    | –   | –    | 1R   | 2R   | KF | 1R   | 1R   | –    | 1R   | 2R |
| Roland Garros        | –    | –    | –   | –    | 1R   | KF   | 2R | –    | 1R   | –    | 2R   | –  |
| Wimbledon            | –    | –    | –   | 3R   | W    | 3R   | 3R | 2R   | 1R   | 2R   | g.t. | 1R |
| US Open              | –    | –    | –   | 3R   | 3R   | 1R   | 1R | –    | –    | 1R   | –    |    |
| ATP Masters 1000     |      |      |     |      |      |      |    |      |      |      |      |    |
| Indian Wells         | –    | –    | –   | –    | 1R   | W    | F  | 2R   | –    | –    | g.t. |    |
| Miami                | –    | –    | –   | –    | 1R   | F    | 1R | –    | –    | –    | g.t. | –  |
| Monte Carlo          | –    | –    | –   | –    | 1R   | –    | –  | –    | –    | –    | g.t. | –  |
| Madrid               | –    | –    | –   | –    | –    | KF   | KF | –    | –    | –    | g.t. | –  |
| Rome                 | –    | –    | –   | –    | 1R   | –    | F  | –    | –    | –    | –    | –  |
| Montreal/Toronto     | 2R   | 1R   | 1R  | –    | 1R   | –    | HF | 1R   | 1R   | 1R   | g.t. | –  |
| Cincinnati           | –    | –    | –   | –    | F    | 1R   | HF | –    | –    | –    | –    |    |
| Shanghai             | –    | –    | –   | KF   | 2R   | 1R   | 2R | –    | –    | –    | g.t. |    |
| Parijs               | –    | –    | –   | –    | 2R   | F    | HF | –    | –    | –    | –    |    |
| olympisch            |      |      |     |      |      |      |    |      |      |      |      |    |
| Olympische Spelen    | g.t. | g.t. | 2R  | g.t. | g.t. | g.t. | HF | g.t. | g.t. | g.t. | g.t. |    |
| statistieken         |      |      |     |      |      |      |    |      |      |      |      |    |
| totaal aantal titels | 0    | 0    | 0   | 0    | 3    | 2    | 1  | 0    | 0    | 0    | 1    | 0  |
| eindejaarsranking    | 153  | 150  | 305 | 88   | 14   | 21   | 20 | 179  | 633  | 446  | 192  |    |